# Negligencia profesional
En el derecho de daños, la negligencia profesional  es un «caso de negligencia o incompetencia por parte de un profesional». Es el descuido voluntario por parte de un personal especializado al momento de realizar una tarea estrictamente relacionada con su profesión.
Se incluyen los siguientes tipos:
- negligencia médica («el no ejercicio de un doctor del grado de cuidado y habilidad que un médico o cirujano de  la misma especialidad médica utilizaría bajo circunstancias similares»)
- negligencia legal («la no prestación de un abogado de servicios profesionales con la habilidad, prudencia y diligencia que un abogado normal y razonable utilizaría bajo circunstancias similares»).[1]

Las negligencias médicas y el aumento en las incidencias de reclamaciones contra proveedores individuales e institucionales ha llevado a la evolución de defensores de pacientes.
Existen tres grandes faltas que suelen cometerse durante la atención médica:
- Error de diagnóstico o elección de terapéutica: Se debe de considerar el lugar en donde se lleva a cabo la atención médica, la condición del personal profesional, y los hechos que pudieron haber intervenido en el resultado.[4]
- Faltas instrumentales o de ética: Esto sucede cuando el equipo o instrumentos causan daños al paciente, ya sea por error del operador o el mal funcionamiento del equipo empleado.[4]
- Falta, producto de confusión en la identificación del paciente o bien del órgano enfermo: El personal involucrado debe cumplir específicamente con su papel, ya que las faltas de delimitan a las responsabilidades de cada integrante involucrado.[4]

### Categorías de la negligencia
- Culpa
- Imprudencia
- Negligencia médica
- Impericia
- Impericia temeraria
- Dolo